# Wilk (góra)
Wilk (409 m n.p.m.) – góra w Książańskim Parku Krajobrazowym, na Pogórzu Świebodzickim w Sudetach Środkowych. Niegdyś znajdował się tutaj narciarski wyciąg zaczepowy o długości 250 metrów. Obecnie po obiekcie nie pozostał praktycznie żaden ślad. U podnóża góry leżą Świebodzice.